# Wahl (Familienname)
Wahl ist der Familienname folgender Personen:

## A
- Adalbert Wahl (1871–1957), deutscher Historiker
- Adalbert Wahl (Wirtschaftsprüfer) (1939–2018), deutscher Wirtschaftsprüfer
- Albert Wahl (1863–1941), französischer Jurist und Hochschullehrer
- Alexander von Wahl (Alexej von Wahl; 1839–1903), deutsch-baltischer Maler
- Alfred Wahl (Politiker, 1900) (1900–??), deutscher Arzt und Politiker (KPD), MdHB
- Alfred Wahl (Historiker) (* 1938), französischer Historiker
- Alfred Wahl (Politiker, 1942) (1942–2000), österreichischer Politiker (ÖVP) und Kammerfunktionär
- Andreas Wahl (Jurist) (* 1964), deutscher Jurist und Richter
- Andreas Wahl (Gitarrist) (* 1965), deutscher Jazz-Gitarrist
- Andreas Wahl (Fußballspieler) (* 1971), österreichischer Fußballspieler
- Andreas Wahl (Physiker) (* 1983), norwegischer Physiker
- Anna von Wahl (1861–1938), deutsch-baltische Malerin und Zeichnerin
- Antje Krause-Wahl (* 1970), deutsche Kunsthistorikerin
- Arthur Wahl (1917–2006), US-amerikanischer Chemiker
- Arvid Wahl, deutscher Fernsehjournalist
- August Wahl (1877–?), deutscher Bibliothekar

## B
- Bela Rachel Wahl (1683–1756), Stammmutter der Familie Mendelssohn
- Bernhard Wahl (* 1949), deutscher Jurist
- Betty Wahl (* 1965), deutsche Skandinavistin und Übersetzerin
- Bruno von Wahl (1868–1952), deutscher Maler
- Bruno Wahl (Entomologe) (1876–1971), österreichischer Zoologe und Agrarwissenschaftler
- Bruno Wahl (Physiker) (1928–2000), deutscher Raketenentwickler

## C
- Camilla Göbl-Wahl, siehe Camilla Göbl (1871–1965), österreichische Malerin, Grafikerin und Kunstpädagogin
- Carolin Wahl (* 1992), deutsche Schriftstellerin
- Caroline Wahl (* 1995), deutsche Schriftstellerin
- Charlotte Wahl (1817–1894), deutsche Philanthropin
- Christian Wahl (1762–1825), deutscher Kaufmann, Tuchmachermeister, Bürgermeister und Politiker
- Christian Wahl-Schott (* 1971), Neurophysiologe und Hochschullehrer
- Christine Wahl (* 1935), deutsche Grafikerin und Malerin
- Christine Wahl (Journalistin) (* 1971), deutsche Journalistin
- Christine Lipp-Wahl (* 1963), deutsche Politikerin (Bündnis 90/Die Grünen), MdL
- Christof Wahl, deutscher Kameramann
- Christophe Wahl (* 1967), Schweizer Eishockeytorwart
- Curt Wahl (1903–1972), deutscher Schauspieler, Regisseur und Theaterverwaltungsdirektor

## D
- Daniel Wahl (* 1966), Schweizer Regisseur und Schauspieler
- Diethelm Wahl (* 1945), deutscher Psychologe und Hochschullehrer
- Dorit Wahl (1938–2022), deutsche Politikerin (CDU), Mitglied des Abgeordnetenhauses von Berlin

## E
- Edgar von Wahl (1867–1948), deutsch-baltischer Plansprachenentwickler
- Edgar Wahl (1889–1970), deutscher Lehrer und Politiker (LDP/NDPD)
- Eduard Wahl (1903–1985), deutscher Politiker (CDU)
- Eduard Georg von Wahl (1833–1890), deutsch-baltischer Mediziner
- Erich Wahl (Fechter), deutscher Fechter
- Erich Wahl (* 1963), österreichischer Politiker (SPÖ), Oberösterreichischer Landtagsabgeordneter
- Ernest von Wahl (1878–1949), deutsch-baltischer Maler und Offizier

## F
- Florian Wahl (* 1984), deutscher Politiker (SPD), MdL
- François Wahl (1925–2014), französischer Philosoph und Verleger
- Frank Wahl (Handballspieler) (* 1981), deutscher Handballspieler
- Frank-Michael Wahl (* 1956), deutscher Handballspieler und -trainer
- Friedrich Wahl (Politiker) (1943–2017), deutscher Agraringenieur und Kommunalpolitiker
- Friedrich August Wahl (1902–1985), deutscher Gynäkologe
- Friedrich Gerhard Wahl (1748–1826), deutscher Ingenieur
- Friedrich Wilhelm Wahl (1778–1830), deutscher Arzt, Stadtphysikus und Bergrat
- Fritz Wahl (1879–1971), Übersetzer, Journalist und Schriftsteller

## G
- Geoffrey M. Wahl (* 1948), US-amerikanischer Genetiker
- Georg Wahl (1920–2013), deutscher Dressurreiter und Trainer
- Grant Wahl (1974–2022), US-amerikanischer Sportjournalist
- Günther von Wahl (1899–1979), deutsch-baltischer Maler
- Gustav Wahl (1877–1947), deutscher Bibliothekar

## H
- Hans Wahl (Bildhauer) (1877–1962), deutscher Bildhauer
- Hans Wahl (Germanist) (1885–1949), deutscher Germanist, Literaturwissenschaftler und Kunsthistoriker
- Hans Wahl (Dichter) (1902–1973), Schweizer Dichter
- Hans-Werner Wahl (* 1954), deutscher Psychologe
- Harry Wahl (1869–1940), finnischer Segler
- Hauke Wahl (* 1994), deutscher Fußballspieler
- Heini Wahl (* 1940), Hunsrücker Volkssänger
- Heinrich Wahl (Bildhauer) (1887–1960), deutscher Bildhauer
- Heinrich Wahl (Physiker) (* 1938), deutscher Teilchenphysiker
- Heinz Wahl (um 1929–2003), deutscher Radrennfahrer
- Heribert Wahl (* 1945), deutscher Theologe, Psychologe und Hochschullehrer
- Hermann Wahl (1902–1980), deutscher Architekt und Stadtplaner

## I
- Isaac Wahl (1915–2004), israelischer Botaniker

## J
- Jean Wahl (1888–1974), französischer Philosoph
- Jens Wahl (* 1966), deutscher Fußballspieler
- Joachim Wahl (* 1954), Osteologe und Paläoanthropologe
- Joachim Christian von der Wahl (1590–1644), kurbayrischer Feldmarschall
- Johann von Wahl (1590–1644), deutscher Generalfeldmarschall, siehe Joachim Christian von der Wahl
- Johann Wahl (Politiker) (1682–1757), deutscher Politiker, Bürgermeister von Danzig
- Johann Friedrich Wahl (1693–1755), deutscher Jurist und Hochschullehrer
- Johann Salomon Wahl (1689–1765), deutscher Maler
- Jonathan Wahl (* 1945), US-amerikanischer Mathematiker
- Josef Wahl (Maler, 1875) (1875–1951), deutscher Porträt- und Kirchenmaler der Düsseldorfer Schule
- Josef Wahl (Maler, 1936) (1936–2020), deutscher Kunstmaler, Zeichner und Illustrator
- Josef Wahl (Fußballspieler) (* 1943), österreichischer Fußballspieler
- Jürgen Wahl (Politiker) (1922–1990), deutscher Politiker (FDP), MdA Berlin
- Jürgen Wahl (Journalist) (1929–2019), deutscher Journalist
- Jürgen Wahl (Archäologe) (1951–2007), deutscher Archäologe
- Jürgen Wahl (Manager), österreichischer Industriemanager

## K
- Karl Wahl (Ingenieur) (1869–1961), deutscher Ingenieur und Manager
- Karl Wahl (Bildhauer) (1882–1943), deutscher Bildhauer
- Karl Wahl (1892–1981), deutscher Politiker (NSDAP), MdR
- Karl Wahl (Politiker) (1896–1962), deutscher Politiker (NSDAP), MdL Hessen
- Ken Wahl (* 1954), US-amerikanischer Schauspieler
- Klaus von Wahl (1923–1997), deutscher Synchronregisseur und Autor von Dialogbüchern
- Klaus Wahl (* 1944), deutscher Soziologe
- Kurt Wahl (1912–1990), deutscher Fechter

## L
- Laura Wahl (* 1994), deutsche Politikerin (Bündnis 90/Die Grünen)
- Liz Wahl (* 1985), US-amerikanische Journalistin und Fernsehmoderatorin
- Ludwig Wahl (1831–1905), deutscher Geistlicher, Titularbischof von Cucusus
- Ludwig Wahl (Stadtbaurat) (1870–1945), deutscher Maschinenbauingenieur und Stadtbaurat

## M
- Marco Wahl, deutscher Koch
- Martha von Wahl (1867–1952), deutsch-baltische Malerin
- Martin Wahl (Biologe) (* 1955), deutscher Biologe
- Martin Wahl (Pharmazeut) (1956–2018), deutscher Pharmazeut und Pharmakologe
- Mats Wahl (1945–2025), schwedischer Schriftsteller
- Mathias Wahl (1815–1885), österreichischer Land- und Gastwirt und Politiker des Abgeordnetenhauses
- Michael Wahl (* 1980), deutscher Behindertensportler
- Mitch Wahl (* 1990), US-amerikanisch-deutscher Eishockeyspieler
- Mogens Wahl (1918–1986), dänischer Verwaltungsbeamter, Reichsombudsmann und Hochkommissar auf den Färöern

## N
- Nathalie Wahl (* 1976), belgische Mathematikerin
- Nils Wahl (* 1961), schwedischer Jurist
- Nora von Wahl (1904–1991), deutsch-baltische Malerin

## O
- Olga von Wahl-Maydell (1914–1969), deutsch-baltische Bühnenbildnerin und Malerin
- Otto Wahl (Skilangläufer) (1904–1935), deutscher Skilangläufer
- Otto Wahl (Theologe) (1932–2020), deutscher römisch-katholischer Theologe und Hochschullehrer

## P
- Patrick Wahl (* 1976), deutscher politischer Beamter (BSW)
- Paul Wahl (1906–1982), deutscher Gewichtheber
- Peter Wahl (* 1948), deutscher Publizist

## R
- Rainer Wahl (* 1941), deutscher Rechtswissenschaftler
- Rakel Wahl (1921–2005), norwegische Skilangläuferin
- Raphael Wahl (* 1997), deutscher Poolbillardspieler
- Richard Wahl (1906–1982), deutscher Fechter
- Richard Wahl (Fußballspieler) (1917–1997), deutscher Fußballspieler
- Richard Moritz Wahl (1846–1922), deutscher Jurist und höherer sächsischer Staatsbeamter
- Robert Wahl (1882–1955), deutscher Unternehmer und Politiker
- Rolf Wahl (1947/1948–2007), deutscher Mediziner, Psychologe, Stiftungs- und Klinikgründer
- Rudolf Wahl (Maler) (1875–1906), deutscher Maler und Zeichner
- Rudolf Wahl (Wirtschaftswissenschaftler) (* 1924), deutscher Wirtschaftswissenschaftler

## S
- Samuel Friedrich Günther Wahl (1760–1834), deutscher Orientalist
- Saul Wahl (1541–1617), Kaufmann, Rabbiner und König von Polen
- Simon Wahl (* 1989), deutscher Gitarrist und Komponist
- Stephan Wahl (* 1960), deutscher Geistlicher
- Susanne Wahl (* 1955), deutsche Schriftstellerin

## V
- Viktor von Wahl (1840–1915), russischer General der Kavallerie
- Vilkka Wahl (* 1978), finnischer Jazzmusiker
- Volker Wahl (* 1943), deutscher Archivar und Historiker

## W
- Walter Wahl (1879–1970), finnischer Geowissenschaftler
- Willi Wahl (1927–2019), deutscher Politiker (SPD)
- William Wahl (* 1973), deutscher Liedermacher, Sänger und Autor
- Wolf von Wahl (* 1942), deutscher Mathematiker
- Wolfgang Wahl (1925–2006), deutscher Schauspieler

## Z
- Zoltán Wahl (* 2000), ungarischer Sprinter